# Maionese
La maionese è una salsa cremosa e omogenea, generalmente di colore bianco o giallo pallido, che viene prevalentemente consumata fredda. Gli ingredienti principali sono tuorlo d'uovo e olio a cui si possono aggiungere aceto, sale, succo di limone o senape. 
Si tratta di un'emulsione stabile di olio vegetale con tuorlo d'uovo; l'aceto o il succo di limone aiutano l'emulsionamento oltre a conferire aroma. Con l'aggiunta di altri ingredienti assume vari nomi.

## Origine
Il primo documento scritto della ricetta della salsa si trova nel manoscritto in catalano Art de la Cuina, llibre cuina menorquina del s. XVIII di Fra Francesco Roger (frate francescano del Real Monasterio de Santa Clara). Il nome della salsa in questo testo era aioli bo.

## Etimologia
Il nome maionese viene dal francese mayonnaise, a sua volta probabilmente dal nome del porto di Mahón a Minorca, nelle isole Baleari, in Spagna, in ricordo della conquista da parte di Richelieu nel 1756. Il cuoco di Richelieu avrebbe dedicato la salsa al condottiero nel momento di gloria. È attestata in italiano solo dal 1858.

## Descrizione
La maionese è una delle salse alla base della classica cucina francese, ed è fondamentale per molte altre preparazioni fredde: per questa è anche detta "salsa condottiera". Per esempio:
- La salsa aioli è maionese all'olio d'oliva con aglio pestato.
- La salsa tartara è maionese aromatizzata con capperi (o anche cetrioli) tritati ed erbe aromatiche come il prezzemolo e l'erba cipollina.
- La salsa tonnata è maionese con tonno, capperi e acciughe sotto sale.
- La salsa rosa è maionese con salsa di pomodoro o ketchup e yogurt.
- La salsa Thousand Island è maionese con aggiunta di uovo sodo, prezzemolo, peperoni sottaceto, olive nere, cipolla ed aglio (o erba cipollina).
- La salsa le croix è maionese con aggiunta di cubetti di formaggio e talvolta prosciutto.

La maionese è comunemente usata come condimento per le patate fritte e per il pesce in tutta Europa, come base per l'insalata russa e dell'insalata capricciosa in Italia, sul pollo freddo e le uova sode in Francia, nei tramezzini nei paesi anglosassoni e  nei panini imbottiti in Nord America.

### Composizione
Una maionese fatta in casa contiene fino all'85% di grassi, limite oltre il quale l'emulsione non è più stabile; le maionesi in commercio hanno un contenuto di grassi generalmente compreso tra il 70 e l'80%. Le maionesi a basso tenore di grassi contengono amidi, gel di cellulosa o altri ingredienti analoghi per simulare la consistenza della maionese normale.
Dato che viene preparata con uova crude, la maionese può essere veicolo di infezione da Salmonella enteritidis. I prodotti industriali ne sono invece esenti, dato che generalmente il prodotto subisce una pastorizzazione.

### Utilizzi alternativi
Oltre al più noto impiego alimentare, la maionese senza sale è talvolta utilizzata come impacco per i capelli secchi grazie alle qualità ammorbidenti dell'olio e del tuorlo – ricco di lecitine e fosfolipidi – e per le proprietà lucidanti degli acidi (aceto o limone). Prima di lavare i capelli, lasciare agire almeno mezz'ora mezza tazza di maionese, coprendo la chioma con un sacchetto di plastica.

### Ricetta tradizionale
La ricetta tradizionale prevede l'uso di olio d'oliva e aceto o succo di limone ed un emulsionante che sia il tuorlo o l'albume dell'uovo oppure entrambi. È importante usare tutti gli ingredienti alla stessa temperatura. Alcune preparazioni di nouvelle cuisine indicano invece l'olio di cartamo. Si considera fondamentale sbattere costantemente con la frusta la salsa durante l'aggiunta dell'olio, un cucchiaio per volta, assicurandosi che venga ben incorporato prima di aggiungere il successivo. Se il gusto dovesse risultare troppo forte, può essere attenuato aggiungendo dello yogurt.
L'aggiunta di una piccola quantità di senape aiuta a stabilizzare l'emulsione perché contiene un emulsionante.

### Maionese incollata
Per legare insalate composte si usa una variante detta "incollata", che prevede l'aggiunta di gelatina di carne o pesce; si aggiungono 100 mL di gelatina ogni 200 g di maionese.

## Preparazione casalinga

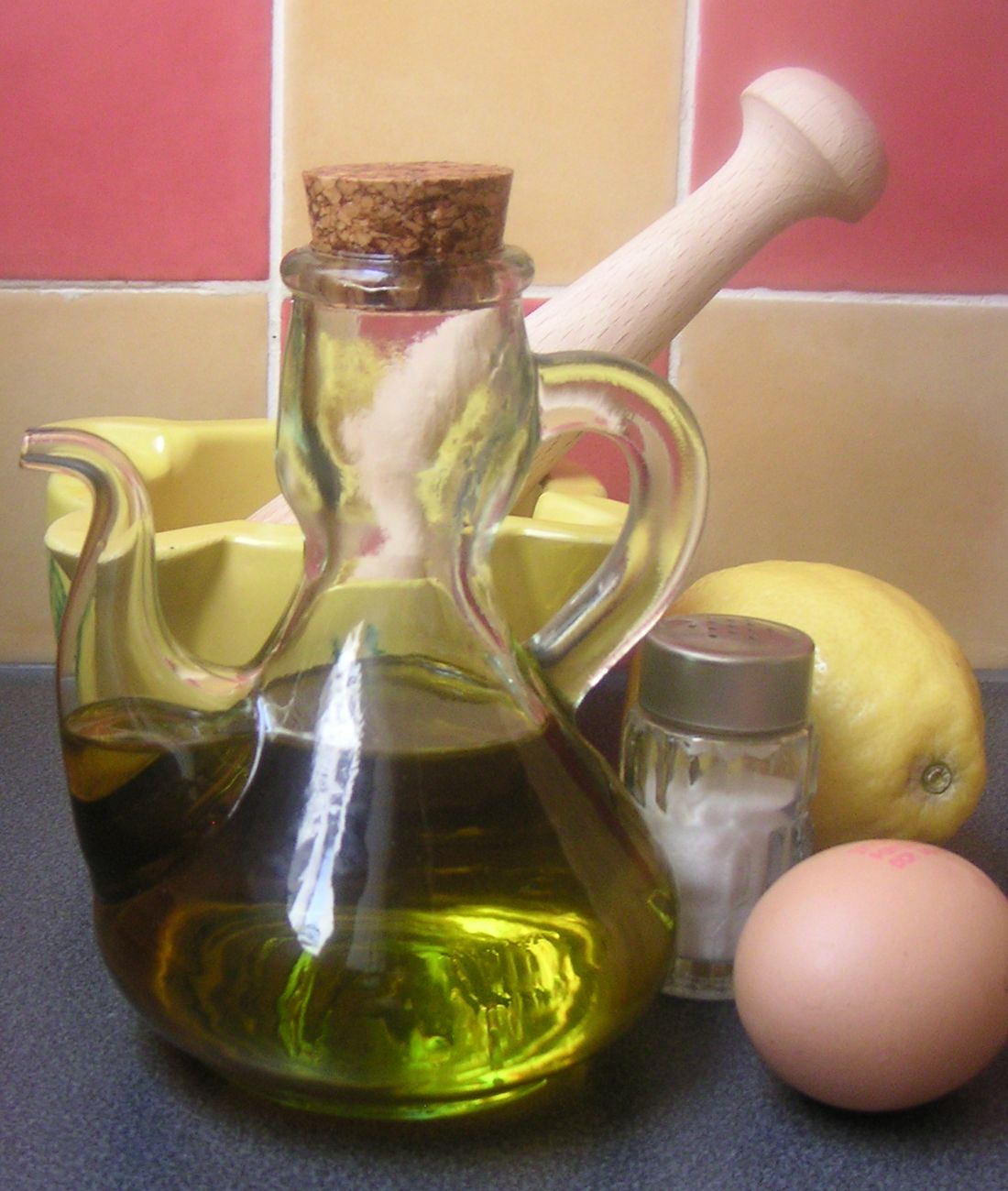
Ingredienti tradizionali della maionese.

La maionese si prepara aggiungendo lentamente olio ad un tuorlo d'uovo già sbattuto e mescolato con sale, succo di limone e/o aceto, e talvolta viene aggiunta della senape per dare un sapore più deciso e per aiutare a mantenere l'emulsione stabile. Mentre si versa l'olio, l'insieme viene sbattuto vigorosamente con una frusta da cucina per aiutare l'addensamento. Tutti gli altri ingredienti sono aggiunti all'inizio del processo per evitare che si formino grumi. Può capitare anche che i vari componenti della maionese non leghino subito, e allora tale maionese viene definita "impazzita". Per recuperarla si deve iniziare a lavorare con le fruste un altro tuorlo d'uovo a cui si aggiunge lentamente la maionese non riuscita. Il tuorlo dell'uovo, infatti, contiene lecitina, che funziona da emulsionante.

### Preparazione conmixerad immersione
In alternativa alla frusta azionata manualmente, si può utilizzare un mixer ad immersione; quest'ultima via, rispetto all'originale frusta, permette il raggiungimento di risultati migliori ed in minor tempo. Gli ingredienti vanno messi tutti insieme nel bicchiere del frullatore ad immersione, si posizionano le lame del frullatore sul fondo del bicchiere e si inizia ad emulsionare a media velocità, senza sollevare troppo le lame dal fondo. Una volta che l'olio è ben unito all'uovo s'inizia a risalire lentamente con le lame il bicchiere per amalgamare le parti di olio rimanenti, non ancora ben incorporate nella salsa, con un solo movimento.